# 380 TCN
380 TCN là một năm trong lịch La Mã.